# لوتروس (إفروس)
لوتروس (باليونانية: Λουτρός) هي قرية تقع في الجزء الجنوبي من وحدة إفروس الإقليمية في اليونان. وهي جزء من وحدة بلدية ترايانوبولي. بلغ عدد سكانها عام 2011 713  نسمة.

## تعداد السكان
| السنة | سكان القرية | سكان منطقة البلدية |
| ----- | ----------- | ------------------ |
| 1912  | 160         | -                  |
| 1981  | 1,367       | -                  |
| 1991  | 1,223       | -                  |
| 2001  | 1,049       | 1,148              |
| 2011  | 713         | 769                |